# NGC 2996
NGC 2996 је лентикуларна галаксија у сазвежђу Хидра која се налази на NGC листи објеката дубоког неба.
Деклинација објекта је - 21° 34' 16" а ректасцензија 9h 46m 30,2s. Привидна величина (магнитуда) објекта NGC 2996 износи 12,7 а фотографска магнитуда 13,6. NGC 2996 је још познат и под ознакама ESO 566-12, MCG -3-25-22, PGC 28049.